# Государственный комитет телевидения и радиовещания Украины
Государственный комитет телевидения и радиовещания Украины (Гостелерадио Украины) (укр. Державний комітет телебачення і радіомовлення України (Держкомтелерадіо України)) — главный орган в системе центральных органов исполнительной власти Украины, обеспечивающий формирование и реализует государственную политику в сфере телевидения и радиовещания, информационной и издательской сфере.
Руководствуется Конституцией и законами Украины, указами Президента Украины и постановлениями Верховной Рады Украины, принятыми в соответствии с Конституцией и законами Украины, актами Кабинета Министров Украины, другими актами законодательства.
С марта 2014 — председатель Гостелерадио Украины Олег Игоревич Наливайко.

## История
До 1991 года существовало два отдельных органа, занимавшихся информационной и издательской политикой — созданный в 1963 году Государственный комитет Украинской ССР по печати и созданный в 1931 году Государственный комитет УССР по телевидению и радиовещанию (Гостелерадио УССР), в подчинении которого находились редакции Украинского телевидения и редакции Украинского радио.
13 мая 1991 года Государственный комитет УССР по телевидению и радиовещанию был преобразован в Государственную телерадиокомпанию Украины (ГТРК Украины).
В 1992 году были ликвидированы Государственный комитет Украинской ССР по прессе, а функции по проведению общегосударственной политики в книгоиздании, регистрации печатной продукции, контроля за выполнением государственного заказа на издание учебников и других отдельных изданий были переданы Министерству культуры Украины. Вскоре, в мае 1993 года, эти функции у Минкультуры были забраны и переданы во вновь созданный Государственный комитет Украины по делам издательств, полиграфии и книгораспространению, который стал правопреемником Госкомпрессы.
В 1994 году Комитет реорганизуется в Министерство Украины по делам прессы и информации.
В 1995 году ГТРК Украины была разделена на Национальную телекомпанию Украины и Национальную радиокомпанию Украины, был воссоздан Государственный комитет Украины по телевидению и радиовещанию, на который возлагается «организация выполнения актов законодательства в сфере телевидения и радиовещания и соответствующих решений Национального совета по вопросам телевидения и радиовещания, осуществление руководства государственным телевидением и радиовещанием и несения ответственности за его развитие, координация деятельности предприятий, учреждений и организаций, входящих в сферу его управления». Кроме того, на Госкомтелерадио Украины была возложена разработка перспективных планов развития государственного телевидения и радиовещания на Украине и координация деятельности национальных, региональных и областных телерадиокомпаний, оказание им методической и организационно-технической помощи.
В 1996 году после принятия Конституции Украины Министерство Украины по делам прессы и информации реорганизуется в Министерство информации Украины, а 4 месяца спустя в его подчинение передают Государственный комитет телевидения и радиовещания и Государственное информационное агентство Украины (ДИНАУ). Так продолжалось до 1998 года, когда их подчинили Кабинету Министров Украины.
В 1999 году Министерство информации ликвидируется, вместо него создаётся Государственный комитет информационной политики, который обеспечивал проведение государственной политики в информационной и издательской сферах. Год спустя Госкомтелерадио и Госкоминформполитики соединяется в один орган — Государственный комитет информационной политики, телевидения и радиовещания Украины, который выполняет функции своих предшественников.
В 2002 году в структуре Гостелерадио Украины создано третье подразделение — Государственная телерадиокомпания «Культура».
В 2003 году Государственный комитет информационной политики, телевидения и радиовещания вновь стал Государственным комитетом телевидения и радиовещания Украины, но продолжает выполнять функции, которые выходят далеко за пределы вопросам телевидения и радиовещания: информационная политика, издательское дело, общественная мораль, языковая политика, пресса. В том же году в составе Гостелерадио Украины создана Всемирная служба телевидения и радиовещания «Украинское телевидение и радио». Следующие изменения произошли лишь в конце 2005 года, когда вопрос языковой политики было изъят у Гостелерадио и передан Министерству культуры Украины. В начале 2006 года функция регистрации печатных СМИ, кроме печатных изданий эротического характера, была передана в Министерство юстиции Украины.
Затем, в 2006 году, вместо названия «Государственный комитет телевидения и радиовещания Украины» появилась новая — «Государственный комитет телевидения и радиовещания».
Последние изменения произошли в мае 2011 года, когда по Указу Президента Украины было возвращено название Государственный комитет телевидения и радиовещания Украины (Госкомтелерадио Украины).

## Основные задачи Госкомтелерадио Украины
Основными задачами Госкомтелерадио Украины является обеспечение формирования и реализация государственной политики в сфере телевидения и радиовещания, информационной и издательской сфере.
В соответствии с возложенными на него задачами:
1. обобщает практику применения законодательства по вопросам, относящимся к его компетенции, разрабатывает предложения по его совершенствованию и внесение в установленном порядке проектов законодательных актов, актов Президента Украины, Кабинета Министров Украины на рассмотрение Кабинета Министров Украины;
2. согласовывает проекты законов, других актов законодательства, которые поступают для согласования от министерств и других центральных органов исполнительной власти;
3. разрабатывает меры по предотвращению внутреннего и внешнего информационного воздействия, который угрожает информационной безопасности государства, общества, личности;
4. участвует в формировании единого информационного пространства, содействует развитию информационного общества;
5. выполняет совместно с другими государственными органами Украины задачи по обеспечению информационной безопасности;
6. готовит предложения по совершенствованию системы государственного управления в сфере телевидения и радиовещания, информационной и издательской сфере, полиграфии;
7. определяет порядок функционирования веб-сайтов органов исполнительной власти и подает Кабинету Министров Украины предложения по информационному наполнению Единого веб-портала органов исполнительной власти;
8. проводит мониторинг информационного наполнения веб-сайтов органов исполнительной власти и представляет предложения указанным органам;
9. обобщает и представляет Кабинету Министров Украины информацию о проведении органами исполнительной власти системной разъяснительной работы по приоритетным вопросам государственной политики и предложения по совершенствованию такой работы;
10. анализирует и прогнозирует развитие рынка в сфере телевидения и радиовещания, информационной и издательской сфере, полиграфии;
11. способствует развитию отечественных средств массовой информации на Украине;
12. принимает вместе с другими органами государственной власти меры по развитию книгоиздательского дела и книгораспространения;
13. разрабатывает мероприятия по популяризации отечественной книгоиздательской продукции;
14. обеспечивает соблюдение государственной языковой политики в сфере телевидения и радиовещания, информационной и издательской сфере;
15. принимает вместе с другими органами государственной власти меры по повышению художественного качества отечественных телерадиопрограмм, защиты общества от негативного воздействия аудио- и видеопродукции, представляет угрозу общественной морали;
16. обеспечивает повышение квалификации работников средств массовой информации, издательской сферы, полиграфии;
17. способствует созданию и деятельности Общественного телевидения и радиовещания, внедрению эфирного наземного цифрового телерадиовещания;
18. обеспечивает единство измерений, осуществления метрологического контроля и надзора в сфере государственного телевидения и радиовещания;
19. готовит предложения и рекомендации по защите, эффективному использованию и распределению национального радиочастотного ресурса, предназначенного для нужд телерадиовещания, и представляет их в установленном законодательством порядке;
20. участвует в разработке государственных стандартов для нужд цифрового телерадиовещания;
21. выступает заказчиком на производство и распространение теле- и радиопрограмм, выпуска издательской продукции, проведения научных исследований в сфере средств массовой информации, книгоиздания и информационно-библиографической деятельности;
22. ведет Государственный реестр издателей, изготовителей и распространителей издательской продукции;
23. выдает издательствам и предприятиям книгораспространения справку о выпуске и / или распространении не менее 50 процентов книжной продукции на государственном языке;
24. осуществляет методологическое обеспечение и координирует деятельность государственных телерадиоорганизаций, информационных агентств, издательств, полиграфических предприятий и предприятий книгораспространения, учреждений и организаций, которые принадлежат к сфере управления Госкомтелерадио Украины;
25. обеспечивает внедрение современных цифровых технологий в государственных телерадиоорганизациях;
26. проводит мониторинг содержательного наполнения теле- и радиопрограмм, произведенных государственными телерадиоорганизациями;
27. вносит в установленном порядке Кабинету Министров Украины предложения по созданию за рубежом сети корреспондентских пунктов государственных телерадиоорганизаций и информационных агентств;
28. ведет регистрацию (учёт), научную систематизацию, получает обязательные экземпляры книжных и периодических печатных изданий, осуществляет контроль за своевременным доставкой обязательного экземпляра;
29. обеспечивает государственную стандартизацию в издательской сфере, организует и осуществляет контроль за присвоением международных стандартных номеров изданием, по их регистрацией в национальных и международных библиографических базах данных;
30. осуществляет информационное и организационное обеспечение участия Украины в международных телекоммуникационных и книжных выставках, ярмарках, форумах;
31. обеспечивает в установленном порядке подготовку и представление предложений по назначению премий и стипендий в информационной и издательской сфере;
32. осуществляет организационное обеспечение работы Комитета по ежегодной премии Президента Украины «Украинская книга года»;
33. принимает меры по оказанию государственной финансовой поддержки средствам массовой информации, творческим союзам в сфере средств массовой информации;
34. обеспечивает в пределах полномочий, предусмотренных законом, международное сотрудничество, участвует в разработке проектов и заключении международных договоров Украины, обеспечивает их выполнение;
35. обобщает информацию органов исполнительной власти об информировании общественности по вопросам европейской интеграции Украины;
36. осуществляет рассмотрение обращений граждан по вопросам, связанным с деятельностью Госкомтелерадио Украины, предприятий, учреждений и организаций, которые принадлежат к сфере его управления;
37. образует, ликвидирует, реорганизует предприятия, учреждения и организации, утверждает их положения (уставы), в установленном порядке назначает на должности и освобождает от должностей их руководителей, формирует кадровый резерв на должности руководителей предприятий, учреждений и организаций, которые принадлежат к сфере управления Госкомтелерадио;
38. выполняет в пределах полномочий, предусмотренных законом, другие функции по управлению объектами государственной собственности, которые принадлежат к сфере его управления;

## Структура
В системе Госкомтелерадио Украины в 2014 году функционировали 24 областные государственные телерадиокомпании, государственная телерадиокомпания «Крым», а также региональные телерадиокомпании в городах Киев и Севастополь
В сферу управления относятся
- Украинская студия телевизионных фильмов «Укртелефильм»;
- Национальная телекомпания Украины,
- Национальная радиокомпания Украины,
- Государственная телерадиокомпания «Культура»,
- Государственная телерадиокомпания "Всемирная служба «Украинское телевидение и радиовещание» ("Всесвітня служба «Українське телебачення і радіомовлення»),
- Государственная городская телерадиокомпания «Сіверська» (г. Новгород-Северский Черниговской обл.)
- Криворожское городское государственное объединение телевидения и радиовещания.

В подчинении Госкомтелерадио Украины находится 16 специализированных государственных издательств, которые обеспечивают реализацию государственной политики в издательской сфере (в Киеве — «Веселка», «Вища школа», «Дніпро», «Здоров’я», «Либідь», «Мистецтво», «Музична Україна», «Техніка», «Україна», «Українська енциклопедія ім. М. П. Бажана», в Донецке — «Донбас»; во Львове — «Каменяр», «Світ»; в Одессе — «Маяк»; в Ужгороде — «Карпати»; в Харькове — «Основа»).
В сферу функционального управления Госкомтелерадио Украины относятся также:
- Государственное научное учреждение «Книжкова палата України імені Івана Федорова» («Книжная палата Украины имени Ивана Федорова»);
- Государственное специализированное предприятие «Укртелефильм»;
- Государственное специализированное автотранспортное предприятие;
- Украинский институт повышения квалификации работников телевидения, радиовещания и прессы (Укртелерадиопрессинститут);
- Всеукраинский информационно-культурный центр в г. Симферополе
- Государственное предприятие «Дирекция фестивально-выставочной деятельности»;
- Государственное предприятие "Государственный оркестр «РадиоБенд Александра Фокина».